# UFC 55
UFC 55: Fury  è stato un evento di arti marziali miste tenuto dalla Ultimate Fighting Championship il 7 ottobre 2005 alla Mohegan Sun Arena di Uncasville, Stati Uniti d'America.

## Retroscena
Grazie alla partecipazione di Alessio Sakara è il primo evento UFC che vede combattere un lottatore italiano.
Forrest Griffin doveva affrontare il britannico Ian Freeman ma quest'ultimo, infortunato, venne sostituito con Elvis Sinosic.
Venne deciso che il main match tra il campione ad interim Andrei Arlovski e Paul Buentello valesse per il titolo di campione indiscusso dei Pesi Massimi, in quanto il campione in carica Frank Mir era gravemente infortunato a causa di un incidente in moto e quindi non poteva competere.

## Risultati

### Card preliminare
- Incontro categoria Pesi Mediomassimi:  Alessio Sakara vs.  Ron Faircloth

L'incontro terminò in un No Contest in quanto Faircloth colpì involontariamente Sakara nei testicoli.
- Incontro categoria Pesi Massimi:  Márcio Cruz vs.  Keigo Kunihara

Cruz sconfisse Kunihara per sottomissione (strangolamento da dietro) nel secondo round (1:20).
- Incontro categoria Pesi Medi:  Jorge Rivera vs.  Dennis Hallman

Rivera sconfisse Hallman per decisione unanime.

### Card principale
- Incontro categoria Pesi Welter:  Joe Riggs vs.  Chris Lytle

Riggs sconfisse Lytle per KO tecnico (stop medico) nel secondo round (2:00).
- Incontro categoria Pesi Mediomassimi:  Renato Sobral vs.  Chael Sonnen

Sobral sconfisse Sonnen per sottomissione (strangolamento triangolare) nel secondo round (1:20).
- Incontro categoria Pesi Mediomassimi:  Forrest Griffin vs.  Elvis Sinosic

Griffin sconfisse Sinosic per KO tecnico (colpi) nel primo round (3:30).
- Incontro categoria Pesi Massimi:  Branden Lee Hinkle vs.  Sean Gannon

Hinkle sconfisse Gannon per KO tecnico (colpi) nel primo round (4:14).
- Incontro per il titolo dei Pesi Massimi:  Andrei Arlovski (ic) vs.  Paul Buentello

Arlovski sconfisse Buentello per KO (pugno) nel primo round (0:15) e venne promosso a campione indiscusso dei Pesi Massimi.